# Neurospora sitophila
Neurospora sitophila, sinònim: Chrysonilia sitophila, és una espècie de fong i l'espècie tipus del gènere Neurospora.

## Aplicacions
- Degrada la cel·lulosa
- Produeix glucosidasa
- Produeix proteasa
- Redueix la demanda química d'oxigen (COD).